# 丁醛
正丁醛，简称丁醛，结构式CH3CH2CH2CHO。

## 性质
无色透明有窒息性刺激气味液体。可燃。微溶于水，与乙醇、乙醚、丙酮、甲苯、乙酸乙酯、油类等多种有机溶剂混溶。对呼吸道粘膜有刺激作用。

## 制备
1、羰基合成法：以丙烯、一氧化碳和氢气为原料，
- 高压法：羰基钴催化，140～180°C、19.6～31.3 MPa下反应，缺点是消耗大、成本高；
- 低压法：羰基铑膦催化，90～120°C、1.96 MPa下反应，消耗低、收率高，可达98％。

2、乙醛缩合、失水产生巴豆醛，后者再经加氢得到丁醛。
3、通过丁醇脱氢制备。

## 用途
用于制取丁酸、丁酸纤维素、聚乙烯醇缩丁醛等。产物可用作溶剂、增塑剂、橡胶促进剂、涂料、分散剂、杀虫剂等。